# Porto Santo
Porto Santo (prononcé en portugais : [ˈpoɾ.tu ˈsɐ̃.tu]) est une île portugaise à 43 km au nord-est de l'île de Madère dans l'océan Atlantique Nord ; c'est l'île la plus septentrionale et la plus orientale de l'archipel de Madère, située dans l'océan Atlantique à l'ouest de l'Europe et de l'Afrique.
Elle constitue une municipalité du Portugal. Porto Santo est également surnommée « L'île Dorée » (en portugais : Ilha Dourada) en raison de la couleur désertique de ses paysages et de sa longue plage de sable doré.

## Géographie

### Géographie physique
L'île est caractérisée par deux zones : le nord-est accidenté (montagneux, avec des corniches rocheuses et des falaises) et une plaine côtière au sud-ouest (qui comprend une plage de sable blanc de neuf kilomètres de long, ce qui donne à l'île un avantage sur Madère voisine). La partie nord-est montagneuse de l'île, se compose de deux structures géomorphologiques qui comprend : une zone de pics, Pico do Castelo (437 mètres), Pico da Juliana (447 mètres), Pico da Gandaia (499 mètres) et Pico do Facho (517 mètres) ; et entre la côte orientale et cette zone, une série de petits sommets, Pico do Maçarico (285 mètres), Pico do Concelho (324 mètres) et Pico Branco (450 mètres). La partie sud-ouest de l'île, bien que relativement plate, comprend une série d'élévations de 100 mètres ou plus, comme le Pico Ana Fereira (283 mètres), le Pico do Espigão (270 mètres) et le Cabeço do Zimbralinho (183 mètres). La pente de la partie ouest de l'île descend de 150 mètres jusqu'à la côte sud pour atteindre les plages de sable de Porto Santo. Un troisième système, à l'ouest-nord-ouest, qui comprend Cabeço da Bárbara Gomes (227 mètres) et Cabeço das Canelinhas (176 mètres) est distinct des zones identifiées. L'île est encerclée par une plate-forme océanique entre 20 et 37 km2, avec une profondeur minimale de huit mètres (Baixa do Noroeste), et limitée par les flancs d'un grand volcan sous-marin.

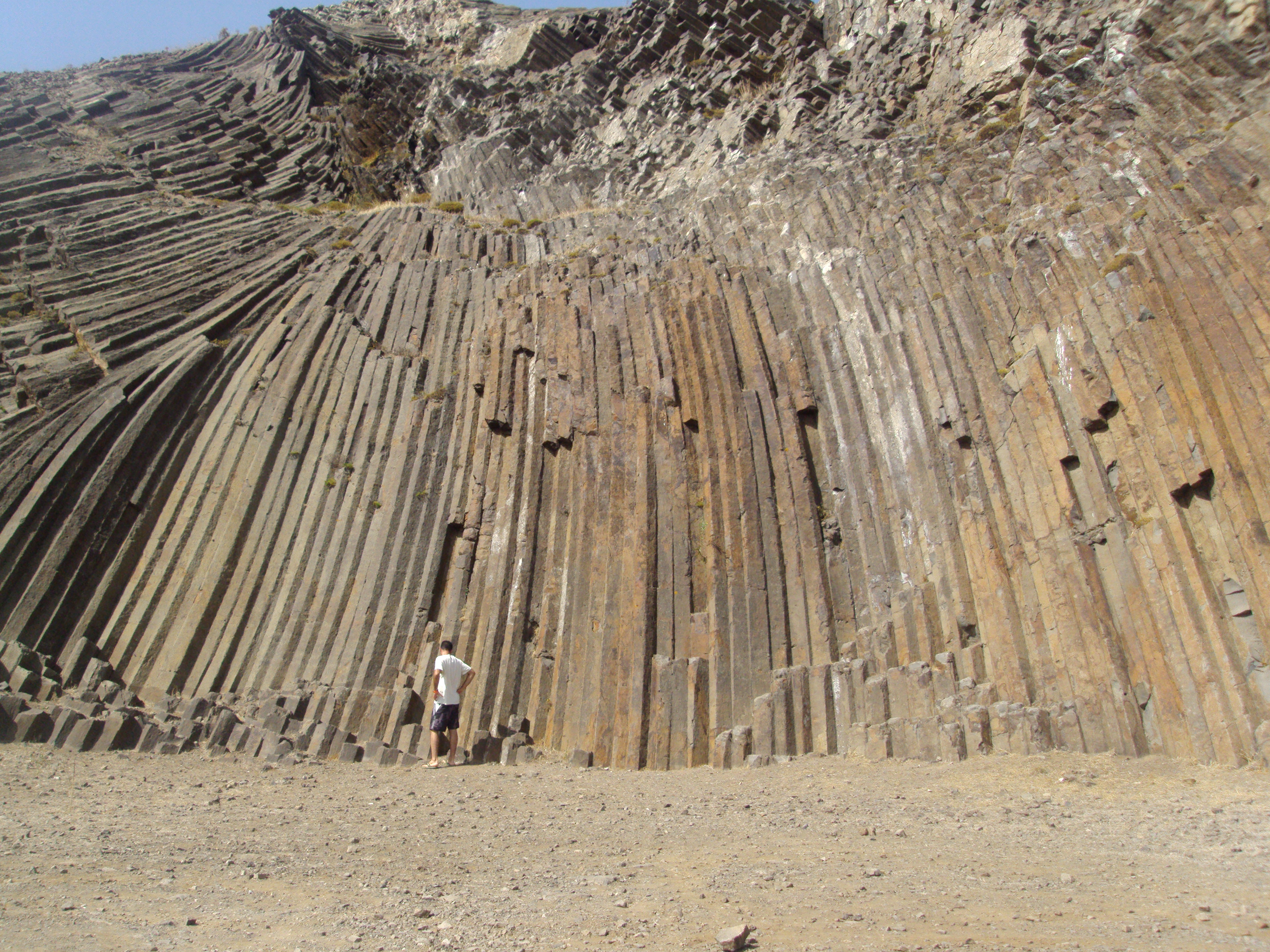
Une formation de colonnes de Mugearite dans la région côtière.
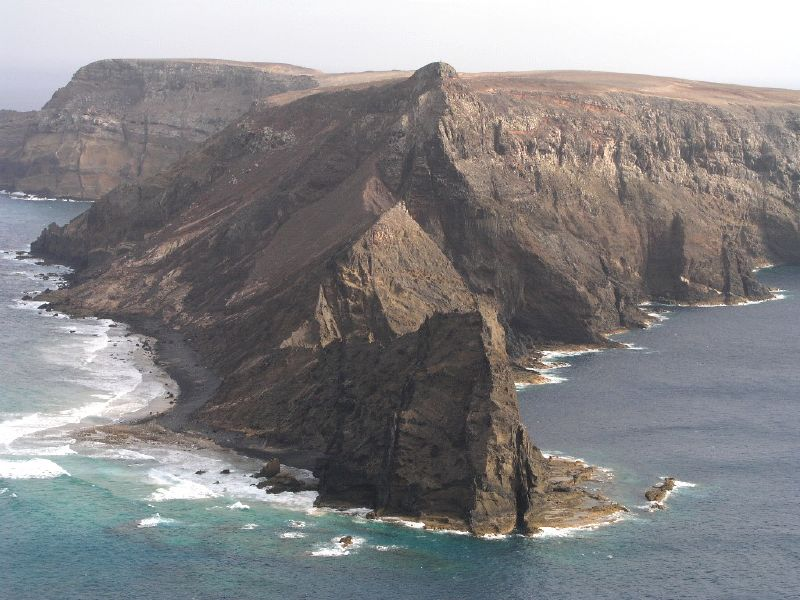
L' Ilhéu de Baixo le long de la côte nord peu peuplée.
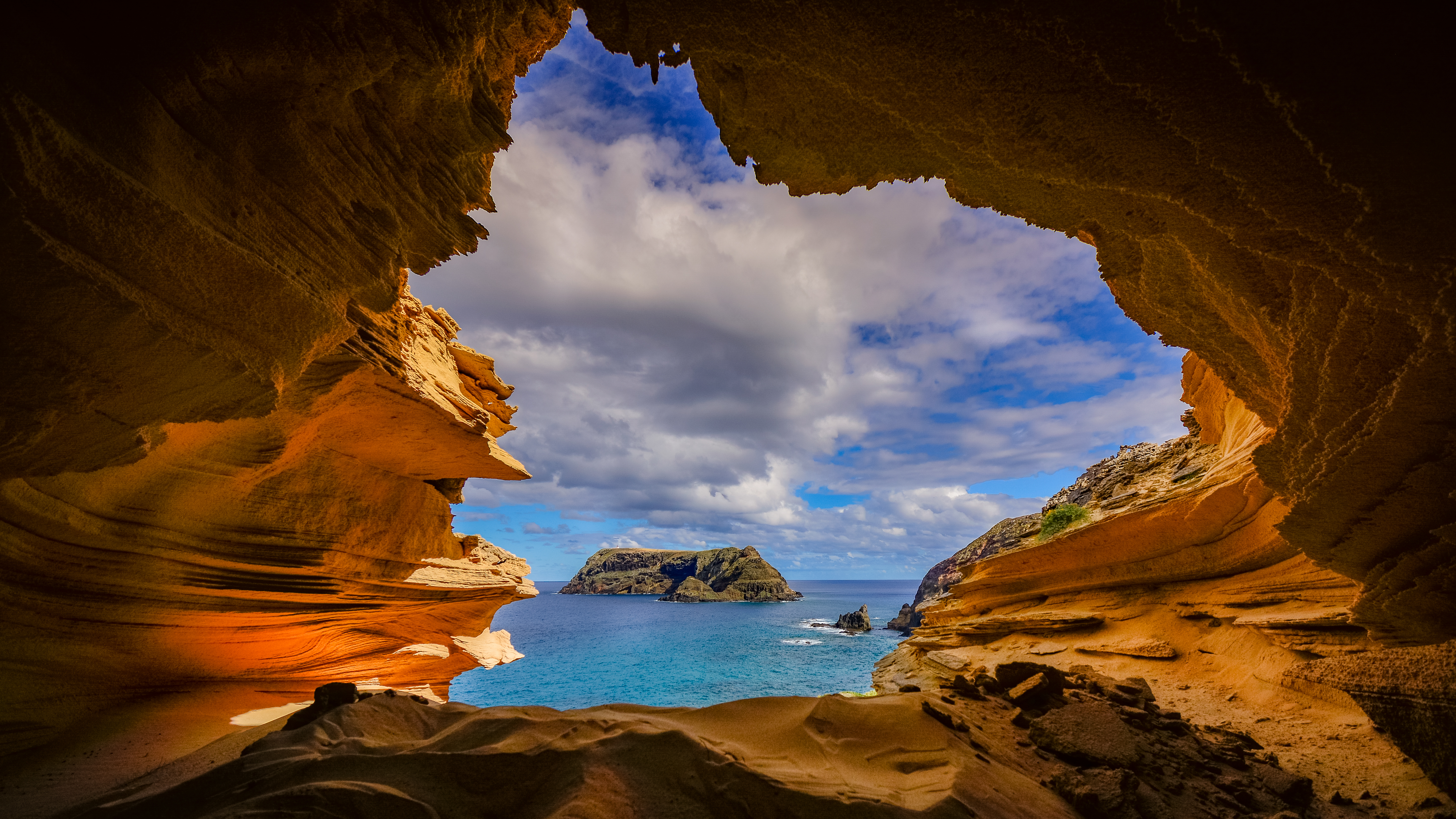
L'îlot de Cima vu depuis Porto Santo. Mai 2021.

Porto Santo comprend également un groupe d'îlots inhabités : 
- Îlot de Cal, en portugais Ilhéu de Cal ;
- Îlot de Ferro, en portugais Ilhéu de Ferro ;
- l'île de la Source de Sable, en portugais Ilhéu da Fonte da Areia ;
- l'Îlot de Sortie, en portugais Ilhéu de Fora ;
- l'île des Carottes, en portugais Ilhéu das Cenouras ;
- Îlot de Cima, en portugais Ilhéu de Cima.

L'activité sous-marine de l'île s'est produite à l'époque du Miocène, produisant des éruptions basaltiques qui ont persisté jusqu'à la période quaternaire. Il y a eu trois phases de volcanisme distinct, suivies de périodes de calme associées à la sédimentation :
- 1re phase — associée à la lave basaltique, aux coulées pyroclastiques, aux dômes trachytes qui devaient former le Pico do Concelho, le Pico do Facho, le Pico do Juliana et la Ponta da Calheta. Cette période a été suivie par une période d'accumulation de fossiles marins, concentrés dans le nord-est de l'île à environ 300 mètres d'altitude (autour de Pico do Juliana, Pico de Ana Ferreira et Ribeira do Moledo) ;

- 2e phase — c'était une période de volcanisme fissural qui a traversé et métamorphosé les formations plus anciennes, se produisant au début de la période du Pliocène ;

- 3e phase — était une phase intrusive, entraînant un certain nombre de failles et de digues qui traversent les fossiles calcaires. Se produisant vraisemblablement au Pliocène, il a été suivi par des dépôts de couches de sédiments détritiques et calcaires, qui comprenaient des couches alluviales brun-rouge, le long des flancs et de la plage de l'île.

Panorama du côté sud-est de l'île.

### Climat
Porto Santo a un climat semi-aride subtropical chaud ( BSh ), avec des hivers très doux à chauds et des étés chauds à très chauds. Les mois les plus secs sont juillet et août, et les plus humides sont novembre et décembre. La position géographique de l'île lui confère un climat doux tempéré par l'océan, avec des variations de températures saisonnières limitées. Les températures maximales sont généralement comprises entre 19 °C l'hiver et 26 °C l'été.
Contrairement à la haute altitude de Madère, qui emprisonne efficacement les nuages de pluie et l'humidité des courants océaniques en raison de sa haute orographie, le profil relativement bas de Porto Santo se traduit par un climat sec. Malgré ce manque de précipitations, l'humidité reste élevée, avec une moyenne de 77 % toute l'année. Le pic d'humidité est visible le matin avec 80 % d’humidité (70 % d’humidité le soir). Il souffle régulièrement un vent de 15 à 20 km/h. La sensation de chaleur est donc moins importante.
| Mois                              | jan. | fév. | mars | avril | mai | juin | jui. | août | sep. | oct. | nov. | déc. | année |
| --------------------------------- | ---- | ---- | ---- | ----- | --- | ---- | ---- | ---- | ---- | ---- | ---- | ---- | ----- |
| Température minimale moyenne (°C) | 13   | 13   | 13   | 14    | 15  | 17   | 19   | 20   | 20   | 18   | 16   | 15   | 16    |
| Température moyenne (°C)          | 15   | 15   | 16   | 16    | 17  | 19   | 21   | 22   | 22   | 20   | 18   | 17   | 18    |
| Température maximale moyenne (°C) | 17   | 17   | 17   | 18    | 19  | 21   | 22   | 24   | 24   | 22   | 20   | 18   | 20    |
| Record de froid (°C)              | 5    | 7    | 10   | 7     | 8   | 11   | 15   | 16   | 15   | 12   | 11   | 7    | 5     |
| Record de chaleur (°C)            | 21   | 22   | 25   | 23    | 24  | 30   | 31   | 32   | 32   | 28   | 27   | 22   | 32    |
| Précipitations (mm)               | 50   | 40   | 40   | 20    | 10  |      |      |      | 20   | 40   | 60   | 50   | 370   |

### Géographie humaine

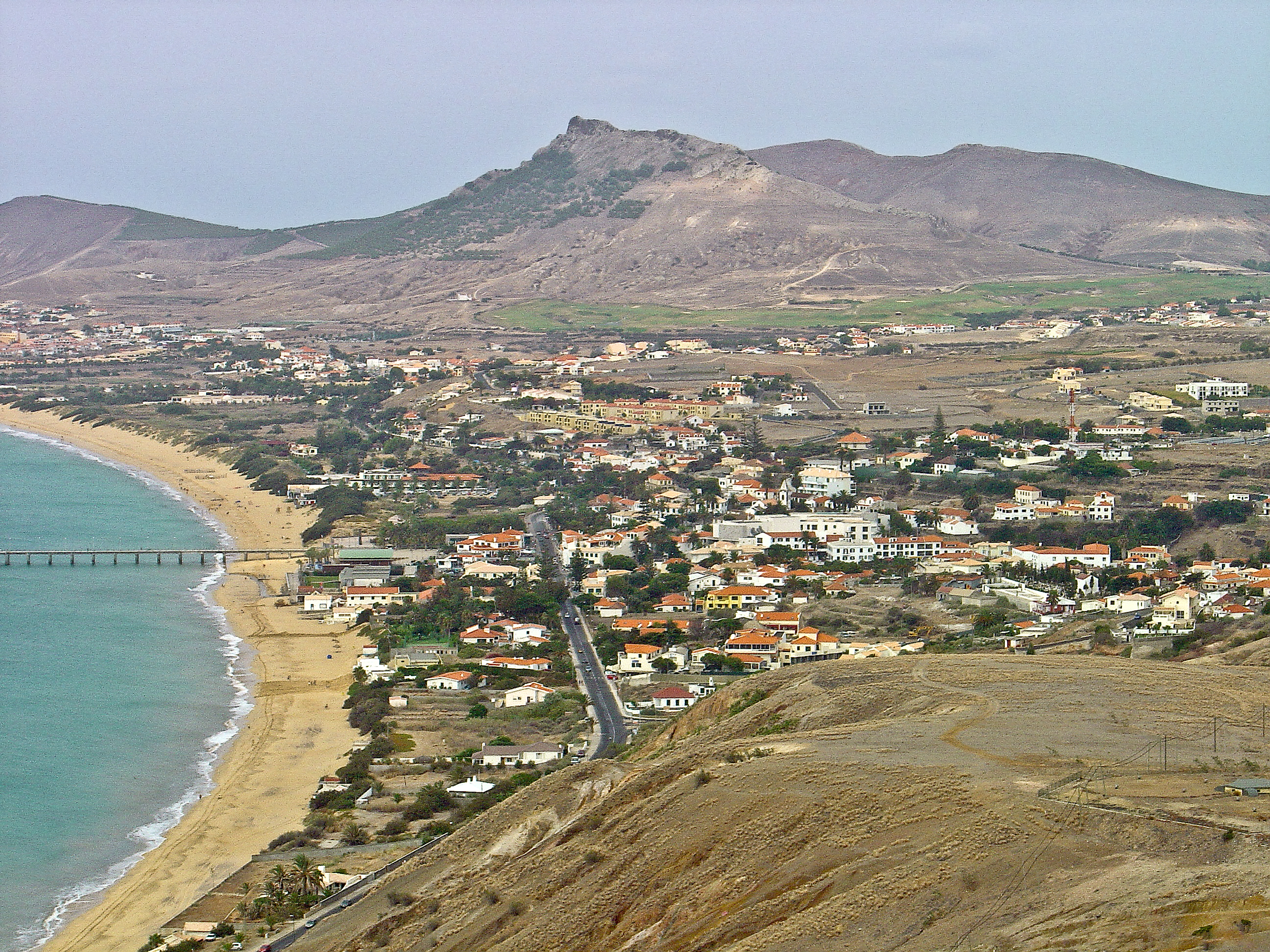
Vila Baleira vue des flancs du Pico do Castelo.

La principale zone urbaine est la ville de Vila Baleira ( [ˈvilɐ bɐˈlɐiɾɐ] ), également connue sous le nom de Porto Santo. La population de l'île est de 5 482 habitants en 2011 pour une superficie d'environ 43 km2.
Bien que petite île, la communauté de Porto Santo possède ses propres écoles, un centre de santé, des détachements de police, un gymnase, des églises, plusieurs places locales, un centre de congrès, un musée, des centres commerciaux, des bars, des hôtels et des restaurants.

## Histoire

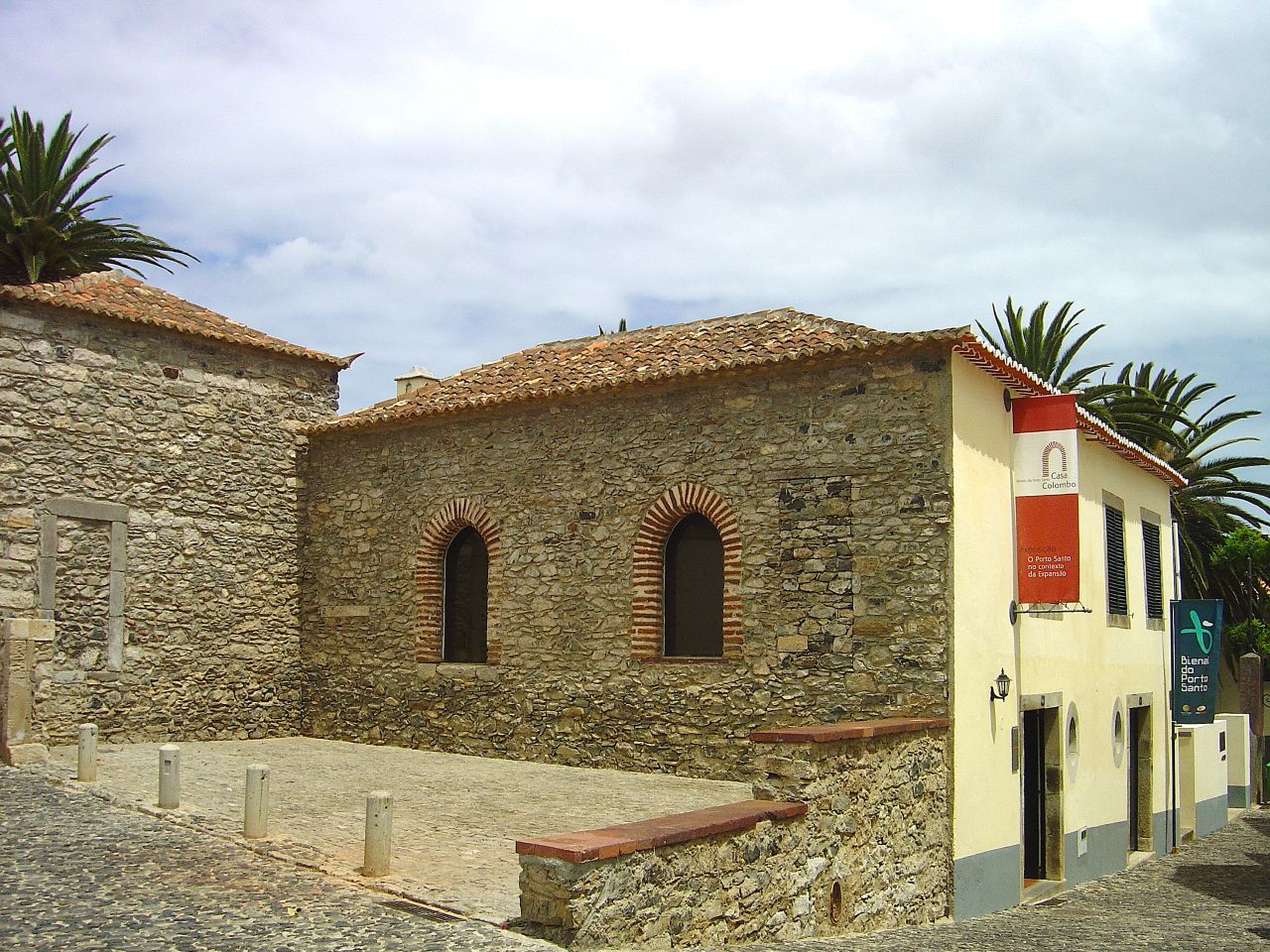
La maison en pierre de Christophe Colomb à Vila Baleira.

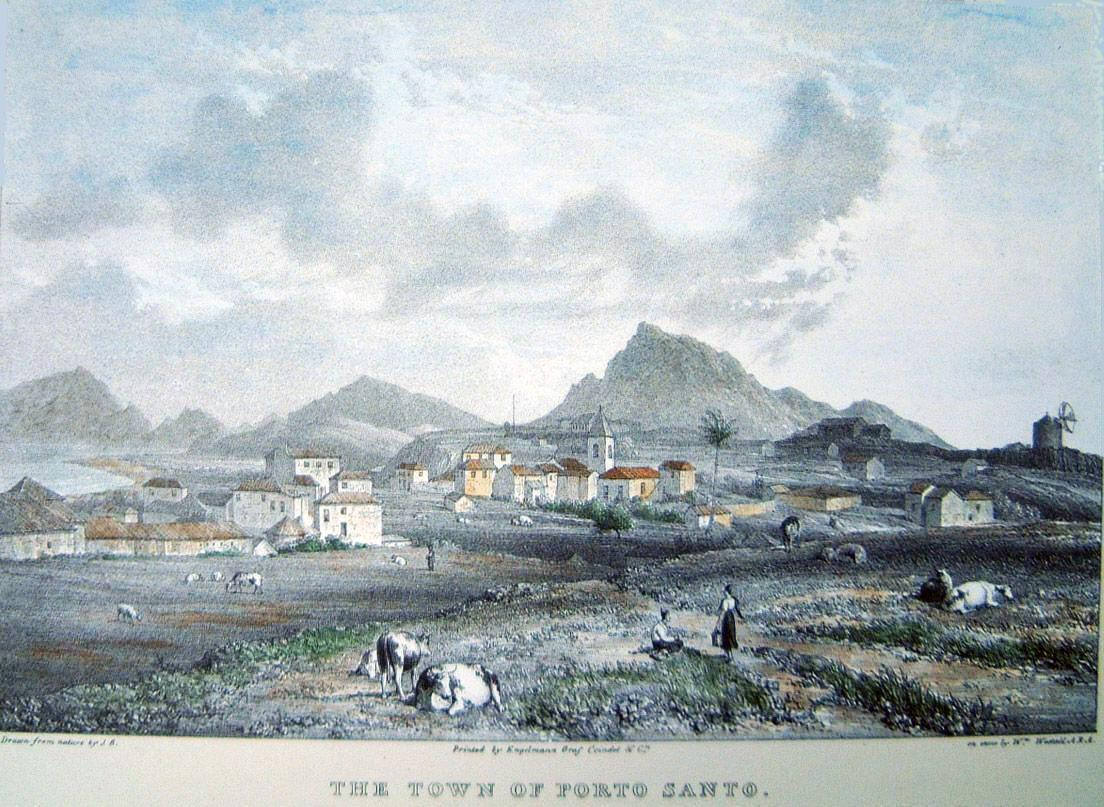
Porto Santo par James Bulwer, 1825.

Il semble que certaines connaissances sur les îles de l'Atlantique, comme Madère, existaient avant la découverte et la colonisation de ces terres, car les îles apparaissent sur les cartes dès 1339. D'un portulan datant de 1351, et conservé à Florence, en Italie, il semblerait que les îles de Madère aient été découvertes bien avant d'être revendiquées par l'expédition portugaise de 1418. Dans Libro del Conocimiento (1348-1349), un moine castillan a également identifié l'emplacement des îles dans leur emplacement actuel, avec les noms Leiname (de legname italien moderne avec le même sens que madère portugais, « bois »), Diserta et Puerto Santo. En effet, la décision du Portugal de revendiquer les îles de Madère était probablement une réponse aux efforts de l'Espagne à l'époque pour revendiquer et soumettre les îles Canaries.
Cependant, les humains n'ont jamais enregistré la découverte de l'île de Porto Santo ou des autres îles de Madère jusqu'en 1418, date à laquelle Porto Santo a été accidentellement découverte après que des capitaines aient été emportés par la tempête dans son port abrité. Ils étaient au service de Infante Henrique du Portugal . João Gonçalves Zarco et Tristão Vaz Teixeira avaient reçu l'ordre du roi Jean Ier de découvrir un nouveau territoire à l'ouest de l'Afrique et avaient été déportés par une tempête alors qu'ils effectuaient le voyage de retour volta do mar vers l'ouest. Le nom de l'île Porto Santo (en : "Holy Harbour") est dérivé des histoires des marins de leur découverte d'une baie abritée pendant la tempête, qui a été interprétée comme la délivrance divine. Les premiers colons portugais sont arrivés dans les années 1420.
Bartolomeu Perestrelo, membre de l'équipe qui a exploré plus tard les îles de Madère, est devenu le premier capitaine-donatário de Porto Santo, par récompense royale en novembre 1445. C'est lui qui a relâché une lapine qui avait jonché pendant le voyage, avec sa progéniture, qui s'est multipliée de façon catastrophique dans un écosystème insulaire xérique qui avait évolué de manière isolée et n'avait jamais connu de mammifère incapable de voler. La perte de la flore indigène a ouvert les pentes de l'île à l'érosion et à la colonisation par les mauvaises herbes européennes qui accompagnaient les colons,.
Au cours des premiers siècles de peuplement, la vie à Porto Santo était rude, en raison de la rareté de l'eau potable et des déprédations de lapins sauvages; il y avait aussi des attaques constantes de pirates de la côte barbaresques et de corsaires français.
L'explorateur du Nouveau Monde l'explorateur Christophe Colomb a épousé la noble portugaise Filipa Moniz Perestrelo, la fille de l'explorateur Bartolomeu Perestrelo. Pendant un certain temps, ils ont vécu à Porto Santo. La maison est actuellement érigée en musée.
En 1617, est un raid (Sac de Madère) naval opéré par les corsaires algériens, composée de huit vaisseaux et 800 hommes. Les corsaires algériens procèdent au sac de l'île, la pillant de fond en comble dont les cloches des églises de l'île. Ils font également des centaines de prisonniers.

## Économie
L'industrie principale sur l'île de Porto Santo est le tourisme, qui a émergé grâce à la construction d'hôtels au XXe siècle et est basé sur les attractions des plages et du climat tempéré.
L'île possède un terrain de golf conçu par le champion de golf espagnol Seve Ballesteros ; Porto Santo Golfe a accueilli l'Open des îles de Madère en 2009, dans le cadre de la tournée européenne. Une fois le deuxième parcours prévu terminé, Porto Santo Golfe sera le plus grand de Madère : il existe actuellement un parcours de golf de 18 trous et un parcours de neuf trous. En outre, le complexe de golf de Porto Santo comprend huit courts de tennis et un centre équestre (Pico Ana Ferreira).
L'île possède un aéroport international, avec des vols quotidiens vers l'aéroport de Madère (à environ 15 minutes de vol). L' aéroport de Porto Santo (PXO) a des liaisons avec des vols intérieurs (Lisbonne, Porto ) et (occasionnellement) internationaux (y compris plusieurs vols charters vers l'Angleterre, l'Italie, l'Allemagne, la Scandinavie, la Belgique, la France et l'Espagne). L'aéroport sert régulièrement de lieu de déroutement pour les aéronefs incapables d'atterrir à l'aéroport de Madère, en raison des fréquentes fermetures de ce dernier en raison de vents violents associés à ses exigences météorologiques strictes pour l'atterrissage.

## Réserve de biosphère
Depuis 2020, l'île abrite une réserve de biosphère reconnue par l'UNESCO.

## Film tourné à Porto santo
- 1936 : A Canção da Terra de Jorge Brum do Canto.